# Limnonectes micrixalus
Limnonectes micrixalus és una espècie de granota que viu a les Filipines.